# Ordem dos Mínimos

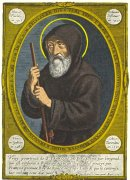
São Francisco de Paula, fundador da Ordem dos Mínimos

A Ordem dos Mínimos (latim: Ordo Minimorum, O.M.), inicialmente denominados Ermitões de frei Francisco de Paula em referência ao seu fundador, é uma ordem religiosa católica, do tipo mendicante que enfatiza a vocação da humildade. Conforme reflete seu nome, seus membros se consideram os menores dentre as ordens religiosas
Os mínimos, como outras ordens mendicantes, possui sua vertente de frades, freiras e ordem terceira de leigos. Seu hábito típico consiste em uma túnica negra, com capuz e um pequeno escapular. São cingidos por uma corda, como os franciscanos, mas com quatro nós, representando os quatro votos.
Os mínimos fazem votos de castidade, pobreza e obediência. Porém, o que distingue os mínimos é voto de adesão à vida da quaresma, em latim vita quadragesimalis. Em termos práticos, os mínimos vivem nas regras da quaresma, tradicionalmente evitam carne vermelha e produtos do leite. Como na tradição carmelita e franciscana, os mínimos adotam a prática de serem descalços em sinal de humildade.

## A Regra
Os primeiros estatutos da Ordem foram aprovados em 1493, sendo a aprovação definitiva obtida em 1506. A Regra proposta por São Francisco de Paula é um pequeno código composto por 10 capítulos. Em sua introdução há um duplo chamado: um chamado geral à pratica cristã dos mandamentos e outro específico à vida dos Mínimos. São Francisco assim define a intenção que deve ter os que desejarem entrar em sua família: “aqueles que se sentem chamados a viver uma quaresma perpétua e uma penitência maior...”.
A espiritualidade dos Mínimos é marcada por três aspectos evangélicos: a humildade, a penitência e a caridade. O ideal evangélico da conversão resume a proposta espiritual da Ordem dos Mínimos.
A Ordem dos Mínimos hoje é formada por três ramos:
- A Ordem Primeira: sacerdotes e religiosos;
- A Ordem Segunda: monjas mínimas de clausura;
- A Terceira Ordem: leigos cristãos.

“A Ordem dos Mínimos se propõe dar particular e quotidiano testemunho de penitência evangélica com vida quaresmal como total conversão a Deus, íntima participação à expiação de Cristo e chamado dos valores evangélicos do desprezo do mundo, do primado do espírito sobre a matéria, da urgência da penitência, que comporta a prática da caridade, o amor, a oração e a ascese física” (Constituições da Ordem nº 3).

## A Ordem no Mundo
A Ordem dos Mínimos está presente hoje em diversos países, como Itália, Espanha, Brasil (casas no Rio de Janeiro, São Paulo, Guarapuava), Estados Unidos (casa em Los Angeles), Colômbia (casa em Medellín), México (casa em Coahila) e estão em andamento planos para a Índia e Ucrânia.[carece de fontes?]

## A Ordem em Portugal
A 13 de julho de 1717 o rei D. João V autorizou para que se abrisse um hospício desta ordem em Lisboa. Mais tarde, em 1753, o mesmo será convertido em convento regular, embora aí já antes os primeiros sinais da projecção espiritual do santo fundador remontem ao reinado de D. João III.
Na sua sequência, será a sua igreja conventual de São Francisco de Paula, hoje situada na freguesia dos Prazeres, edificada à custa da Rainha Dona Mariana Vitória de Bourbon, casada com o Rei D. José I, começada a 1743, terminada em abril de 1765 e benzida no final do mesmo mês a 29 de abril, e inaugurada a 4 de maio seguinte.

## Chegada da Ordem ao Brasil
Os primeiros religiosos mínimos – Pe. Giuliano Accardo, Pe. Luigi Allevato e Frei Natale Ravasio - chegaram ao Brasil no dia 16 de novembro de 1955, na cidade do Rio de Janeiro, então capital do país. Por orientação do Cardeal Arcebispo D. Jaime de Barros Câmara, estabeleceram-se na Barra da Tijuca – bairro que naquela época era habitado apenas por algumas famílias espalhadas por uma vasta área -, onde iniciariam suas atividades. A Paróquia São Francisco de Paula foi criada por decreto do arcebispo D. Jaime em 2 de abril de 1959.
Em agosto de 1967, a Ordem dos Mínimos instalou-se também na cidade de São Paulo, no Capão Redondo, bairro da periferia, assumindo a paróquia Nossa Senhora do Carmo. Em setembro de 1977 foi comprado um terreno de 1200 m2, onde no ano seguinte teve início a construção de um seminário para os vocacionados. A inauguração aconteceu em 23 de novembro de 1980 na presença do Pe. Andréa Lia e do Cardeal Arcebispo de São Paulo, Dom Paulo Evaristo Arns, O.F.M..
Nos anos 1980, a Ordem sentiu a necessidade de difundir ainda mais seu carisma e despertar novas vocações. Surgiu então a ideia da expansão para uma nova casa. A cidade escolhida foi Guarapuava, no centro-oeste do Paraná. Os primeiros frades mínimos lá chegaram no dia 29 de outubro de 1982, assumiram a paróquia de Santana na cidade, e em seguida cuidaram de construir um novo seminário. Este novo seminário foi inaugurado no dia 12 de maio de 1988 como “Casa de Noviciado” da Ordem no Brasil. Hoje lá funciona o “Seminário Menor”, que acolhe seminaristas do Ensino Médio.
Em novembro de 2004, a Ordem dos Mínimos abriu o jubileu de ouro de sua chegada ao Brasil.

## Integrantes famosos
- Beato Gaspar de Bono (1530-1604)
- Marin Mersenne (1588–1648), cientista.
- Emmanuel Maignan (1601-1676)
- Jean François Niceron (1613–1646)
- Beato Nicholas Barré (1621–1686)
- Charles Plumier (1646–1704)
- São Nicola Saggio (1650–1709)
- Fra Galgario (1655-1743)
- Louis Feuillée (1660–1732)
- Francisco de Sales (1567–1622)

Em 1936, 25 integrantes dos mínimos foram presos e nove freiras e uma irmã leiga foram executadas em 23 de julho, por suposta conspiração contra o governo, sendo beatificadas pelo papa Francisco. São elas:
- Beata Josefa Pilar García Solanas (María Montserrat)
- Beata Ramona Ors Torrents (Margarida d’Alacoque de São Raimundo)
- Beata  Dolors Vilaseca Gallego (Maria de l’Assumpciò)
- Beata Mercè Mestre Trinché (Maria Mercè)
- Beata  Vicenta Jordá Martí (María de Jesús)
- Beata  Josepa Panyella Doménech (Josepa do Coração de Jesus)
- Beata Teresa Ríus Casas (Trinitat)
- Beata Maria Montserrat Ors Molist (Enriqueta)
- Beata Ana Ballesta Gelmá (Filomena de São Francisco de Paula)
- Beata Lucrecia García Solanas